# Kilmoyly
Kilmoyly (zuweilen auch Kilmoyley geschrieben; irisch: Cill Mhaoile) ist ein Dorf und eine Civil Parish in der irischen Grafschaft Kerry mit ca. 600 Einwohnern auf einer Fläche von 31,1 km². Kilmoyly gehört zur Baronie Clanmaurice und zu den Wahlkreisen Ballynorig (Ballynorig Electoral Division) im Norden und Tralee Municipal District im Süden.
Zur Civil Parish Kilmoyly gehören 31 Townlands:
| Ardconnell (Ard Chonaill) Ardrahan (Ard Raithin) Ballyhemikin (Baile Thoimicín) Ballykealy (Baile Uí Chaolaí) Ballymacandrew North (Baile Mhic Aindriú Thuaidh) Ballymacandrew South (Baile Mhic Aindriú Theas) Ballynorig East (Baile an Óraigh Thoir) Ballynorig West (Baile an Óraigh Thiar) | Ballyrobert (Baile Roibeaird) Baltovin (Baile Ó bhFinn) Banna East (An Bheannach Thoir) Banna Mountain () Banna South (An Bheannach Theas) Banna West (An Bheannach Thiar) Bawnmore (An Bán Mór) Clogher (An Cloichear) | Clooncreestane (Cluain Chríostáin) Commons (An Coimín) Dinneens (Dinníní) Garrynaneaskagh (Garraí na Naoscach) Kilcooly North (Cill Chúile Thuaidh) Kilcooly South (Cill Chúile Theas) Killeacle (Cill Fhiacaile) Kilmoyly North (Cill Mhaoile Thuaidh) | Kilmoyly South (Cill Mhaoile Theas) Knockbrack (An Cnoc Breac) Lerrig North (An Leirg Thuaidh) Lerrig South (An Leirg Theas) Ploresk (Plotharaisc) Rareagh (An Ráth Riabhach) Togherbane (An Tóchar Bán) |

## Lage
Die Civil Parish Kilmoyly liegt im Norden des County Kerry, etwa zehn Kilometer nördlich von Tralee. Umliegende Kleinstädte sind Causeway im Norden, Lixnaw im Nordosten, Abbeydorney im Südosten, Ardfert im Süden und Ballyheigue im Nordwesten. Im Südwesten reicht die Civil Parish Kilmoyly bis an die flachen Strände der Tralee Bay des offenen Atlantiks.
Kilmoyly wird nahezu ausschließlich durch die Landwirtschaft geprägt (Milchviehhaltung, Weidewirtschaft). Die für Nordkerry typische Heckenlandschaft ist flach bis sanftwellig auf ca. 15 Metern über dem Meer.
Im Westen der Civil Parish verläuft die Regionalstraße R 551 von Tralee nach Tarbert.
Die Bebauung in den Townlands ist sehr aufgelockert und besteht hauptsächlich aus Bauernhöfen mit dazugehörigen Stallungen und Futtersilos sowie weit auseinander liegenden Wohnhäusern und Residenzen. Etwas dichter bebaut ist der zentrale Ort Kilmoyly South: hier befindet sich die einzige Nationale Irische Schule Scoil Naomh Eirc in der Civil Parish.

## Name
Der Ortsname tauchte erstmals 1261 unter dem Namen Kylmoyl auf. Weitere Schreibweisen waren Kilmoli (1382), Kylmoyly (1441), Kyllmoille (1479), Kilwyle (1569), Kilwille (1578), Kilcoylly (1615), 1655 erstmals als Kilmoyly Parish, Kilmoily (1659), Kilmoyley (1660), Kill moyle (1685) und Kilmaule (1716). Für das Jahr 1841 lassen sich mehrere Schreibweisen nachweisen: Parish Kilmoyly, Parish Kilmorely, Parish Kilmiley, Kilmoyly North und Kilmoyly South als Townlands, Kilmoiely, Killmoily und Killmoiley sowie die irischen Namen Cill mhaoile und Cill muile. 1953 wurden die irischen Namen der Townlands Cill Mhaoile Thuaidh und Cill Mhaoile Theas festgelegt. Der irische Name bedeutet „Kirche der Heiligen Maoile“. Über die Existenz der Heiligen und der Kirche ist nichts überliefert.

## Kirche
Zentral in der Civil Parish gelegen, steht die wuchtig erscheinende Herz-Jesu-Kirche (Sacred Heart Church). Es handelt sich um eine freistehende, ein- und zweigeschossige, sechsschiffige neugotische römisch-katholische Kirche aus dem Jahr 1873.

## Belege
1. ↑  Townlands auf www.townlands.ie (englisch)
2. ↑  Ortsnamen auf www.logainm.ie/en/ (irisch)
3. ↑  Beschreibung der Kirche auf www.buildingsofireland.ie (englisch)